# Xe tăng hạng nhẹ M1917
Xe tăng 6 tấn M1917 (Tiếng Anh:  Six-ton Tank M1917), còn được gọi là "Ford hai chỗ ngồi" - là một loại xe tăng hạng nhẹ do Mỹ chế tạo trong Chiến tranh thế giới thứ nhất dựa trên xe tăng Renault FT của Pháp. Từ tháng 10 năm 1918, khoảng 952 xe được chế tạo với nhiều phiên bản. Trong Chiến tranh thế giới thứ nhất, những chiếc xe tăng này không kịp tham chiến nhưng được sử dụng cho mục đích huấn luyện cho đến cuối những năm 1930. Khi Chiến tranh thế giới thứ hai bùng nổ, nhiều chiếc M1917 còn lại đã được chuyển giao cho Anh và Canada.

## Biến thể
- M1917 - phiên bản nguyên mẫu, 952 chiếc được sản xuất với 4 phiên bản:
  - 2 nguyên mẫu làm bằng thép không giáp
  - 374 xe tăng trang bị pháo
  - 526 xe tăng trang bị súng máy
  - 50 xe tăng liên lạc, không có vũ khí, với một tháp pháo được thay thế bằng một nhà bánh xe cố định. Được trang bị một đài phát thanh và được phục vụ để chỉ huy xe tăng tuyến
- M1917A1 - phiên bản cải tiến với động cơ mạnh hơn và có tốc độ 14,5 km / h, cũng như một số thay đổi nhỏ khác.

## Phục vụ
- Hoa Kỳ
- Anh
- Canada

## Tác phẩm
- R.P.Hunnicutt. Stuart. A history of the American Light Tank. — Presidio Press, 1992. ISBN 978-0-89141-462-9

## Hình ảnh

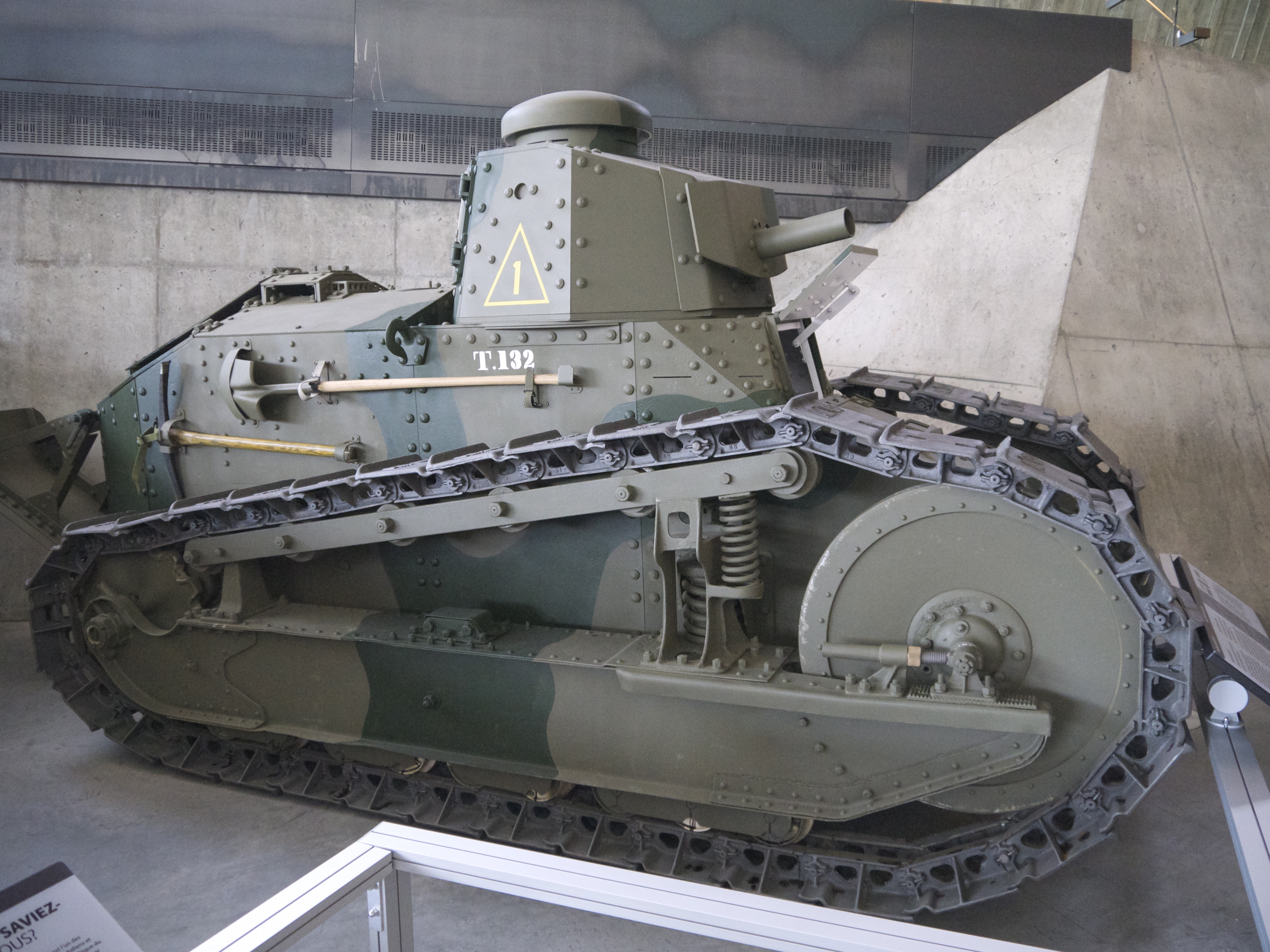
M1917 tại Bảo tàng Canada
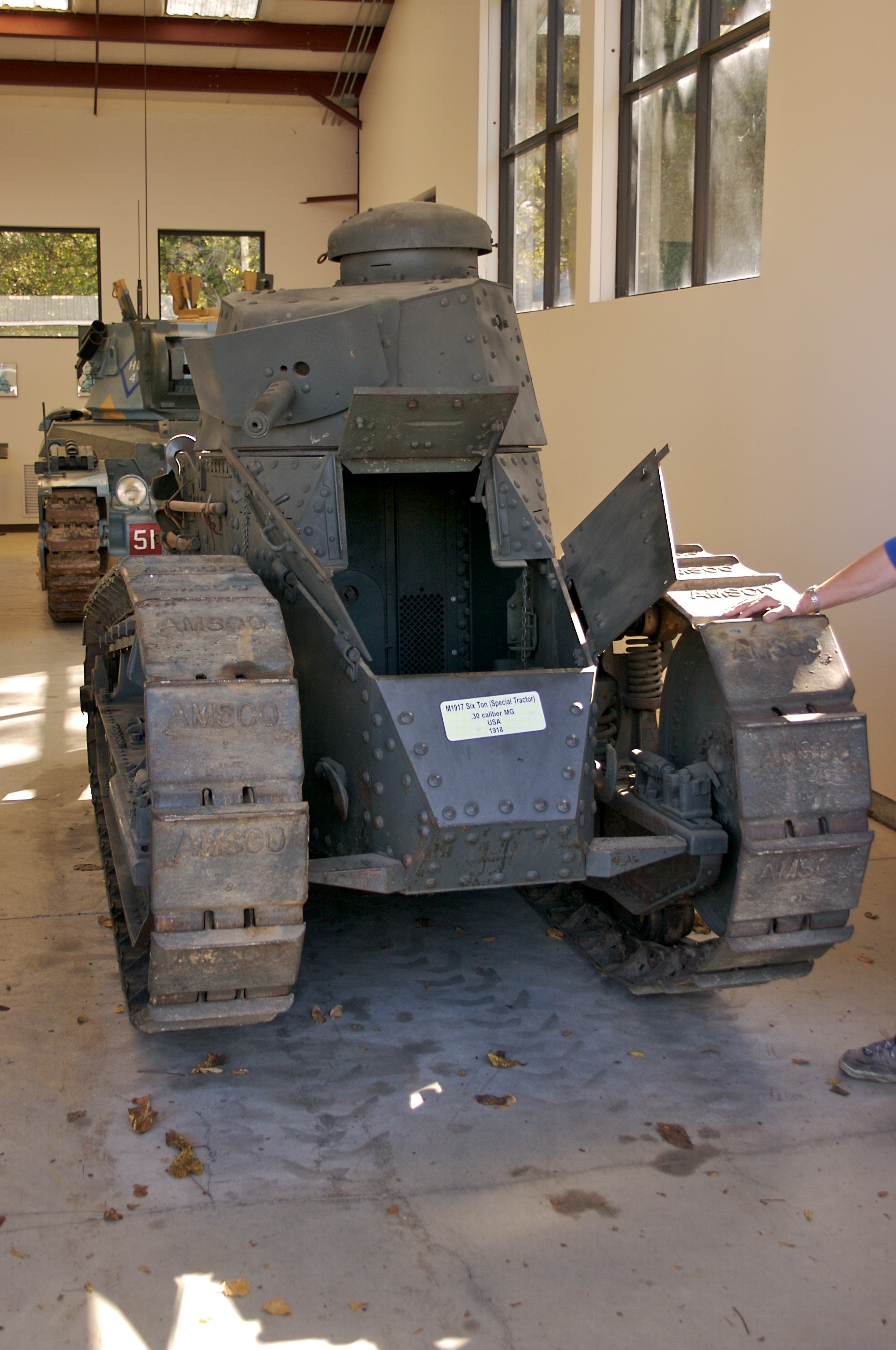
M1917 với súng máy Browning M1919

- Video: https://www.youtube.com/watch?v=Mv6Iyaghpes